# کامیکاتسو، توکوشیما
کامیکاتسو، توکوشیما (به لاتین: Kamikatsu, Tokushima) یک منطقهٔ مسکونی در ژاپن است که در استان توکوشیما واقع شده‌است. کامیکاتسو ۱۳۷۴ نفر جمعیت دارد و شهری بدون زباله است.